# Saúl García (wioślarz)
Saúl García (ur. 3 sierpnia 1983 r. w Meksyku) – meksykański wioślarz.

## Osiągnięcia
- Mistrzostwa Świata – Poznań 2009 – czwórka podwójna wagi lekkiej – 5. miejsce[1].